# Omocestus aymonissabaudiae
Omocestus aymonissabaudiae är en insektsart som beskrevs av Salfi 1934. Omocestus aymonissabaudiae ingår i släktet Omocestus och familjen gräshoppor. Inga underarter finns listade i Catalogue of Life.